# Coșarii

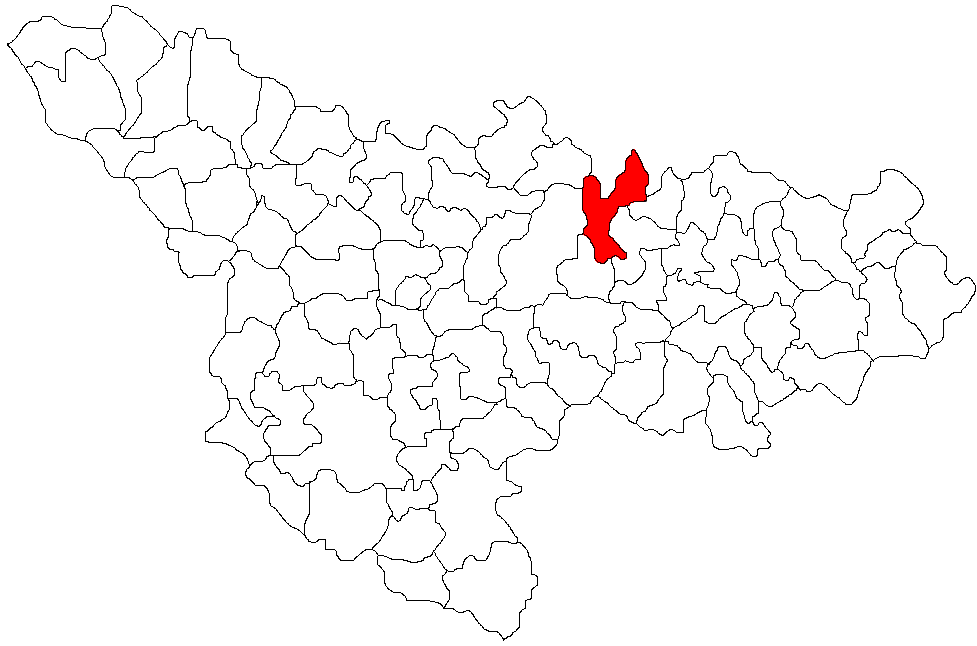
Lage der Gemeinde Brestovăț im Kreis Timiș

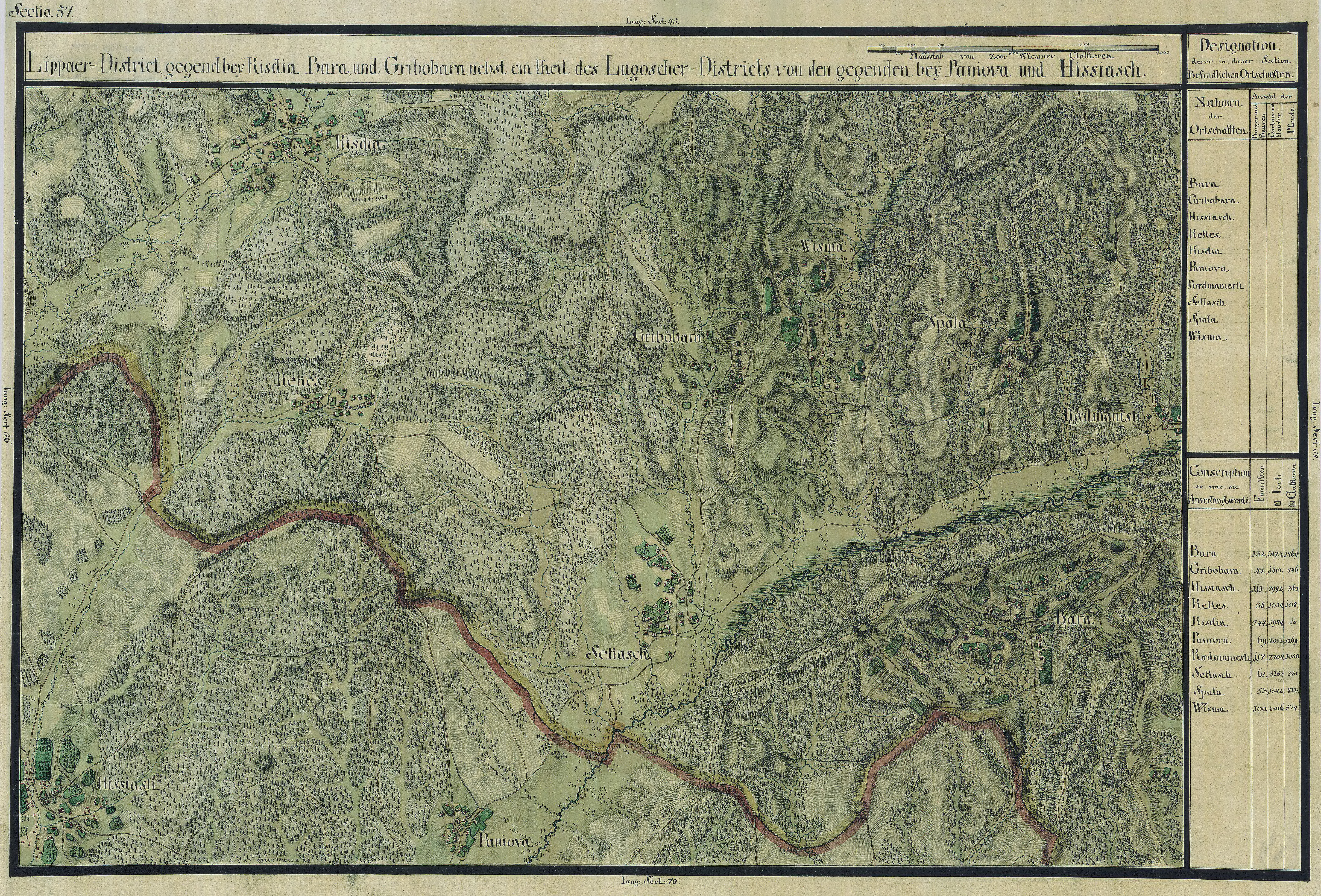
Kisdia auf der Josephinischen Landaufnahme

Coșarii (bis 1965 Chizdia; deutsch Kisdia, ungarisch Kizdia oder Kisgye, serbisch-kyrillisch Кошарији) ist ein Dorf im Kreis Timiș, Banat, Rumänien. Coșarii gehört zur Gemeinde Brestovăț.

## Geografische Lage
Coșarii liegt im Norden des Kreises Timiș, 53 Kilometer nordöstlich von Timișoara, an der Grenze zum Kreis Arad, auf halber Strecke zwischen Topolovățu Mare im Kreis Timiș und Lipova im Kreis Arad.

## Nachbarorte
| Cuveșdia  | Șiștarovăț                                  | Labașinț  |
| Hodoș     | Kompassrose, die auf Nachbargemeinden zeigt | Crivobara |
| Brestovăț | Checheș                                     | Secaș     |

## Geschichte
Eine erste urkundliche Erwähnung der Ortschaft stammt aus dem Mittelalter (1440), als die Siedlung Felsökizdia hieß, und zur Burg Șoimoș im Kreis Arad, Königreich Ungarn gehörte. Auf der Josephinischen Landaufnahme von 1717 ist der Ort Kisdia mit 16 Häuser eingetragen. Der Ortsname kommt aus dem Ungarischen Kis Gya, was so viel wie Kleines Dorf bedeutet. 
Nach dem Österreichisch-Ungarischen Ausgleich (1867) wurde das Banat dem Königreich Ungarn innerhalb der Doppelmonarchie Österreich-Ungarn angegliedert. 
Der Vertrag von Trianon am 4. Juni 1920 hatte die Dreiteilung des Banats zur Folge, wodurch Chizdia an das Königreich Rumänien fiel. Seit 1965 ist die amtliche Ortsbezeichnung Coșarii.

## Demografie
| 1880 | 1494 | 1406 | 64 | 17 | 7  |
| 1910 | 1765 | 1689 | 43 | 27 | 6  |
| 1930 | 1500 | 1468 | 1  | 3  | 28 |
| 1977 | 403  | 389  | 5  | -  | 9  |
| 2002 | 191  | 187  | 3  | -  | 1  |